# 隰州 (辽朝)
隰州，中国辽朝时设置的州。
辽圣宗时置，治所在海滨县（今辽宁省兴城市西南）。属中京道。金朝皇统三年（1143年）废。